# Pomnik ku czci Powstańców Śląskich w Świętochłowicach
Pomnik ku czci Powstańców Śląskich w Świętochłowicach – pomnik znajdujący się w Piaśnikach, dzielnicy Świętochłowic, przy ulicy Bytomskiej, w Parku Heiloo.
W pierwszej połowie 1936 roku powstał komitet organizacyjno-wykonawczy uroczystości ufundowania pomnika ofiar I powstania śląskiego w Piaśnikach. Jego zadaniem była budowa pomnika upamiętniającego śmierć dziewięciu uczestników I powstania śląskiego, którzy zostali zaaresztowani przez Grenzschutz, a następnie pomiędzy 18 a 20 sierpnia 1919 roku rozstrzelani. Wydarzenie to miało miejsce w parku w Piaśnikach, w pobliżu budynku urzędniczego, w którym mieściła się wówczas komenda Grenzschutzu i sąd polowy.
W dniu 18 czerwca 1936 roku Komitet Organizacyjny wystąpił do Urzędu Okręgowego w Lipinach o pozwolenie na budowę pomnika. Zgodę uzyskał 23 września 1936 roku i przystąpił do realizacji projektu. Pomnik miał kształt smukłego obelisku na kwadratowej, dwustopniowej podstawie. Napis w górnej części cokołu został wykuty w kamieniu, do dolnej zaś przytwierdzono płytę z brązu, na której w otoku wieńca laurowego znajdowały się nazwiska rozstrzelanych powstańców: Paweł Biernot, Ludwik Drobik, Ryszard Gryszczyk, Robert Halacz, Wincenty Lip, Feliks Sekuła, Ludwik Sowa, Wojciech Syska i Wiktor Szopa. Obelisk miał wysokość 4 metrów i otoczony był betonowymi słupki połączonymi żelaznym łańcuchem. Pomnik odsłonięto w 1937 roku, ale już we wrześniu 1939 roku, podobnie jak pomnik w Lipinach i pomnik w Chropaczowie, został zburzony.
W latach sześćdziesiątych XX wieku świętochłowicki ZBoWiD podjął starania o odbudowę piaśnickiego pomnika. Dzięki pomocy ówczesnego Rejonowego Przedsiębiorstwa Remontowo–Budowlanego w latach 70. na miejscu przedwojennego monumentu zbudowano nowy, o zupełnie innym kształcie. Obecny pomnik to pionowo ustawiona płyta granitowa zaokrąglona u góry, do której przymocowano żelazną płytę z inskrypcją i nazwiskami powstańców. Płytę zamocowano na dwu niewysokich stopniach, a po lewej stronie znajdował się stylizowany znicz (obecnie nieistniejący). Na początku XXI wieku żelazna tablica została zastąpiona kamienną o tej samej treści.